# Khalifa Ghedbane
Khalifa Ghedbane (* 26. November 1996 in M'Sila) ist ein algerischer Handballspieler.

## Karriere

### Im Verein
Khalifa Ghedbane spielte in Algerien für GS Pétroliers Algier, mit welchen er die algerische Meisterschaft gewinnen konnte. 2018 ging er nach Spanien, um für CB Puente Genil zu spielen, musste aber auf Grund eines Problems mit dem Visum nach nur einem Spiel nach Algerien zurückkehren. Daraufhin wurde er von RK Vardar Skopje verpflichtet. Mit Skopje gewann er die mazedonische Meisterschaft und konnte zudem 2019 die EHF Champions League gewinnen. 2020 ging er erneut nach Spanien und unterschrieb einen Vertrag für Ademar León. Nach einem Jahr wechselte er 2021 nach Rumänien zu Dinamo Bukarest. Mit Bukarest gewann er 2022 und 2023 die rumänische Meisterschaft. Ab Sommer 2023 stand er im Kader von RK Eurofarm Pelister. Seit dem Sommer 2024 spielt er für den deutschen Bundesligisten HC Erlangen.

### In Auswahlmannschaften
Khalifa Ghedbane steht im Kader der algerischen Nationalmannschaft. Mit Algerien belegte er den 4. Platz bei der Afrikameisterschaft 2016 und den 6. Platz bei der Afrikameisterschaft 2018. Bei der Afrikameisterschaft 2020 konnten sie die Bronze-Medaille gewinnen. Bei der Weltmeisterschaft 2021 belegten sie den 22. Platz. 2022 belegte er bei der Afrikameisterschaft den 5. Platz. Weiter nahm er an der Weltmeisterschaft 2023 teil und belegte mit Algerien den 31. Platz. Er gewann die Silber-Medaille bei den Afrikameisterschaften 2024.